# Leptostylus lazulinus
Leptostylus lazulinus là một loài bọ cánh cứng trong họ Cerambycidae.